# 柴旦镇
柴旦镇是中华人民共和国青海省海西蒙古族藏族自治州大柴旦行政委员会下辖的一个镇。面积3.1万平方公里，人口5510人（包括鱼卡乡，2000年）。
1960年设立大柴旦市，1964年降格为镇，1992年升格为行政委员会，次年大柴旦行政委员会划分为大柴旦和锡铁山两个镇和鱼卡乡。2005年，鱼卡乡又并入柴旦镇。
该镇经济以矿业为主。

## 行政区划
柴旦镇下辖以下村级行政区划单位：
人民路社区、团结路社区、马海牧委会和柴旦牧委会。

## 交通
青藏铁路：饮马峡站（位于饮马峡村）